# Rhuda tuisa
Rhuda tuisa är en fjärilsart som beskrevs av William Schaus 1911. Rhuda tuisa ingår i släktet Rhuda och familjen tandspinnare. Inga underarter finns listade.